# تپه خسرود
تپه خسرود در شهرستان قزوین، روستای خسرود واقع شده و این اثر در تاریخ ۲۵ اسفند ۱۳۷۹ با شمارهٔ ثبت ۳۳۱۴ به‌عنوان یکی از آثار ملی ایران به ثبت رسیده است.